# Миссия: Красный
«Миссия: Красный» (англ. Red One) — художественный фильм режиссёра Джейка Кэздана. Сценарий к фильму написал Крис Морган на основе оригинальной истории Хирама Гарсии. Главные роли в фильме сыграют Дуэйн Джонсон, Крис Эванс, Кирнан Шипка и Дж. К. Симмонс.
Мировая премьера фильма состоялась 6 ноября 2024 года, премьера в США состоялась 15 ноября 2024 года. Фильм получил смешанные отзывы критиков, по большей части негативные.

## Сюжет
Санта-Клаус под кодовым именем Красный похищен. Начальник службы безопасности Северного полюса должен объединиться с самым известным в мире хакером. Вместе они начинают кругосветную миссию по спасению Рождества.

## В ролях
- Дуэйн Джонсон — Каллум Дрифт
- Крис Эванс — Джек О’Мэлли
- Кирнан Шипка
- Люси Лью — Жаклин Фрост
- Мэри Элизабет Эллис
- Дж. К. Симмонс — Санта-Клаус
- Ник Кролл
- Кристофер Хивью — Крампус
- Бонни Хант — миссис Клаус
- Дженна Кэнелл

## Производство
Идея фильма принадлежит Хираму Гарсиа, возглавляющему производство на киностудии Seven Bucks Productions. Режиссёром выступит Джейк Кэздан. Крис Эванс присоединился к актёрскому составу в январе 2022 года. В сентябре к актёрскому составу присоединилась Кирнан Шипка. Люси Лью, Мэри Элизабет Эллис, Дж. К. Симмонс, Ник Кролл, Кристофер Хивью, Уэсли Киммел и Бонни Хант присоединились к актёрскому составу в следующем месяце, причем Эллис сообщила о своем участии и участии Симмонса в Instagram.
Проект рассматривается как первый из потенциальной франшизы, переосмысляющей мифологию праздника. Проект будет совместным производством кинокомпаний Seven Bucks Productions, Amazon Studios, Amazon Prime Original Films, The Detective Agency и Chris Morgan Productions.
Съёмки начались в октябре 2022 года в Атланте.
Премьера фильма первоначально была запланирована на стриминговом сервисе Amazon Prime Video на Рождественские праздники в 2023 году.

## Отзывы и оценки
На сайте Rotten Tomatoes фильм имеет рейтинг 35 % основанный на 69 отзывах, со средней оценкой 4.3/10.
Питер Брэдшоу в рецензии для The Guardian поставил фильму одну звезду из пяти, назвав его «глубоко депрессивным и сентиментальным» и заключив, что «этот коммерческий и шаблонный продукт — игрушка, которой суждено быть забытой не к Дню подарков, а к середине ноября».
Гленн Гарнер в рецензии для Deadline Hollywood отметил, что фильм «смешивает жанры для семейного праздничного веселья с щедрой дозой самоанализа абсурда», и продолжает: «Да, он пошловат, но [ ]. Если это заставит вас закатить глаза, имейте в виду, что этот рождественский фильм в конечном итоге предназначен для детей, которые дважды просмотрели все фильмы MCU на Disney+, и теперь их родителям нужен отдых. Есть и шутки, рассчитанные на хладнокровных взрослых, которых неизбежно потащат с собой на семейный поход в кино».